# Regierungsbezirk Kassel
Regierungsbezirk Kassel är ett av tre regeringsområden i det tyska förbundslandet Hessen.

## Historia
Regeringsområdet bildades när Preussen annekterade Kurfurstendömet Hessen 1866 och skapade provinsen Hessen-Nassau. När Preussen upplöstes efter andra världskriget ingick regeringsområdet Kassel i det nya förbundslandet Hessen.

## Geografi
Regeringsområdet ligger i norr delen av Hessen. I söder gränsar Regeringsområdet till Regierungsbezirk Gießen.

## Distrikt och distriktsfria städer

### Distrikt
1. Fulda
2. Hersfeld-Rotenburg
3. Kassel
4. Schwalm-Eder
5. Waldeck-Frankenberg
6. Werra-Meißner-Kreis

### Distriktsfria städer
1. Kassel

## Källa
1. ↑  GeoHive - Hessen Arkiverad 19 april 2015 hämtat från the Wayback Machine.